# Hvidmelet gåsefod
Hvidmelet Gåsefod (Chenopodium album) er en 30-70 cm høj urt, der i Danmark er meget almindelig på agerjord og omkring bebyggelse.

## Beskrivelse
Hvidmelet Gåsefod er en opret, enårig plante. De furede stængler har ofte røde pletter ved bladfæsterne. Bladene er mere eller mindre hvidmelede, lysegrønne til mørkegrønne eller blågrønne, spredte, oftest ret tykke (sukkulente). Blade midt på stænglen er ruderformede, ovale eller lancetformede eller sjældnere: mere eller mindre trekantede med ensartede eller grove tænder af forskellig størrelse. Af og til kan bladene være mere eller mindre trelappede, sjældnere helrandede. De øvre blade i blomsterstanden er helrandede og smalle.
Planten blomstrer fra juni til september. Blomsterstanden er ofte et grenet aks, men ugrenede aks eller en top af varierende udseende forekommer ikke sjældent. Enlige, langstilkede blomster er derimod sjældne at se. De enkelte blomster har kølede til vingede blosterblade. Frugten er en nød, 1,2-1,5 mm i diameter, fladtrykt og næsten cirkelrund. Den falder for det meste af sammen med bægeret. Frøgemmet er løst tilhæftet frøet, der er glinsende sort, glat og med skarp kølet kant. Spireevnen er stor og holder mange år.
Rodnettet består af nogle få, grove hovedrødder og en stor mængde siderødder, som når langt ned og vidt ud.
Højde x bredde og årlig tilvækst: 1,50 x 0,50 (150 x 50 cm/år).

## Voksested
Hvidmelet Gåsefod vokser på forstyrret, mest næringsrig bund, der kan være ler, sand eller grus.
Den er ofte et talrigt ukrudt på marker og i haver, men den træffes også langs veje og på sin oprindelige biotop: tangvolde langs kysten.

## Anvendelse
Hvidmelet Gåsefod kan spises dampet som spinat. Hver plante danner mængder af frø, som er rige på protein, A-vitamin, calcium, fosfor og kalium. Det gør den til et godt foder for fjerkræ, som gerne æder både blade og frø.
Det mest alvorlige problem ved planten er, at den kan være værtsplante for bedelopper, der overfører en meget skadelig virussygdom til bederoer og sukkerroer.
| Portal | Portal:Botanik |